# Raffteich
Als Raffteiche werden historische Teiche im westlichen Stadtgebiet Braunschweigs bezeichnet, wobei mit Raffteich in der Regel der oberste, westliche Quellteich gemeint ist. Dieser wurde über mehrere Jahrzehnte als Badesee genutzt. Auf dem Gelände des Quellteichs, das auch für Open-Air-Veranstaltungen genutzt wird, befindet sich ein 50-Meter-Sportschwimmbad, das Raffteichbad. Die Raffteiche sind Bestandteil des Westparks.

## Lage
Die Teiche liegen in der Feldmark von Lehndorf südlich der Bundesstraße 1 am Raffturm. In alten Karten werden die drei Teiche als Oberer, Mittlerer und Unterer Raffteich oder auch Hinterster, Mittlerer und Großer Raffteich aufgeführt. Seit den 1960er Jahren existieren an der Stelle der beiden unteren Teiche vier als Fischteiche betitelte Gewässer. Bei der Anlage des Westparks seit 1980 entstand südlich des Mittleren Raffteichs ein weiterer Teich in der Flurwanne Wilder Boden, der in den amtlichen Karten keinen Namen trägt.
| Name                                            | Fläche      |
| Oberer Raffteich                                | 1,3 Hektar  |
| Mittlerer Raffteich (auch Quellenteich genannt) | 2,41 Hektar |
| Unterer Raffteich, Westteil (Fischteich)        | 2,34 Hektar |
| Fischteich (nördlicher Teich)                   | 0,69 Hektar |
| Fischteich (südlicher Teich)                    | 0,54 Hektar |
| Wilder Boden Teich                              | 0,77 Hektar |

Der obere Teich, der in allen Karten einheitlich als Raffteich bezeichnet wird, liegt auf etwa 84 m ü. NHN und ist ein natürlicher Quellteich, dessen Wasser in die darunter liegenden Teiche abgeleitet wird. Der mittlere Teich ist wie die weiter unten liegenden an einen Angelsportverein verpachtet, der ihn als Quellenteich bezeichnet. Die letzten beiden Teiche werden von einem etwa drei Meter hohen Damm abgeschlossen. Über ein Ablaufbauwerk im nördlichen kleinen Teich fließt das Wasser durch den Damm in den Neuen Graben. Dieser liegt auf einem Niveau von etwa 79 m ü. NHN.
Die unteren Teiche sind in die Erschließungswege des Westparks eingebunden, während der obere Teich auf dem umzäunten Gelände des Raffteichbads liegt.
Er ist seit 1959 als Naturdenkmal (ND-BS 14) eingestuft, durfte aber im beschränkten Umfang für Badezwecke genutzt werden.

## Geschichte
Die Teiche wurden vermutlich im 13. Jahrhundert als Fischteiche angelegt. Sie gehörten wie auch die Lehndorfer Feldmark zum Braunschweiger Kreuzkloster. Auf den historischen Kartenblättern ist nach 1835 nur ein Teich als Gewässer markiert, während in einigen Karten die Namen der anderen Teiche noch verzeichnet sind. Ab 1899 sind die unteren Teiche nicht mehr kartiert, stattdessen sind die Höhenlinien des Geländes eingetragen, durch das der Neue Graben verläuft.
Ab 1960 wurden die bestehenden Fischteiche wieder angelegt, die als Pachtgewässer von einem Angelsportverein unterhalten werden. Die Teiche werden mit Weißfisch, Barsch, Aal, Karpfen, Schleie, Hecht und Zander besetzt. Der Verein versuchte im Jahr 2009, den stark verlandenden mittleren Teich auszuräumen, was aber wohl nur teilweise gelang.

## Badeanstalt
Der obere Teich wurde seit Beginn des 20. Jahrhunderts als Badeteich genutzt. 1977 wurde auf dem Wiesengelände ein Freibad mit 50 Metern Bahnlänge eingeweiht, das auch für Schwimmwettkämpfe genutzt werden kann. Das Bad wird von der Stadtbad Braunschweig GmbH betrieben. Um auch im Winter den Schwimmbetrieb in geheiztem Wasser zu ermöglichen, wurde das Becken mit einer Traglufthalle überspannt. Diese Konstruktion war weitaus kostengünstiger als der Bau einer Halle, bestand jedoch nur bis 1988. Sie wurde nicht erneuert, stattdessen plante man den Bau des Sportschwimmbeckens im Heidbergbad, das 1993 eröffnet wurde.

## Sonstiges
Das Raffteichgelände ist regelmäßiger Veranstaltungsort für Konzerte.

## Bildergalerie

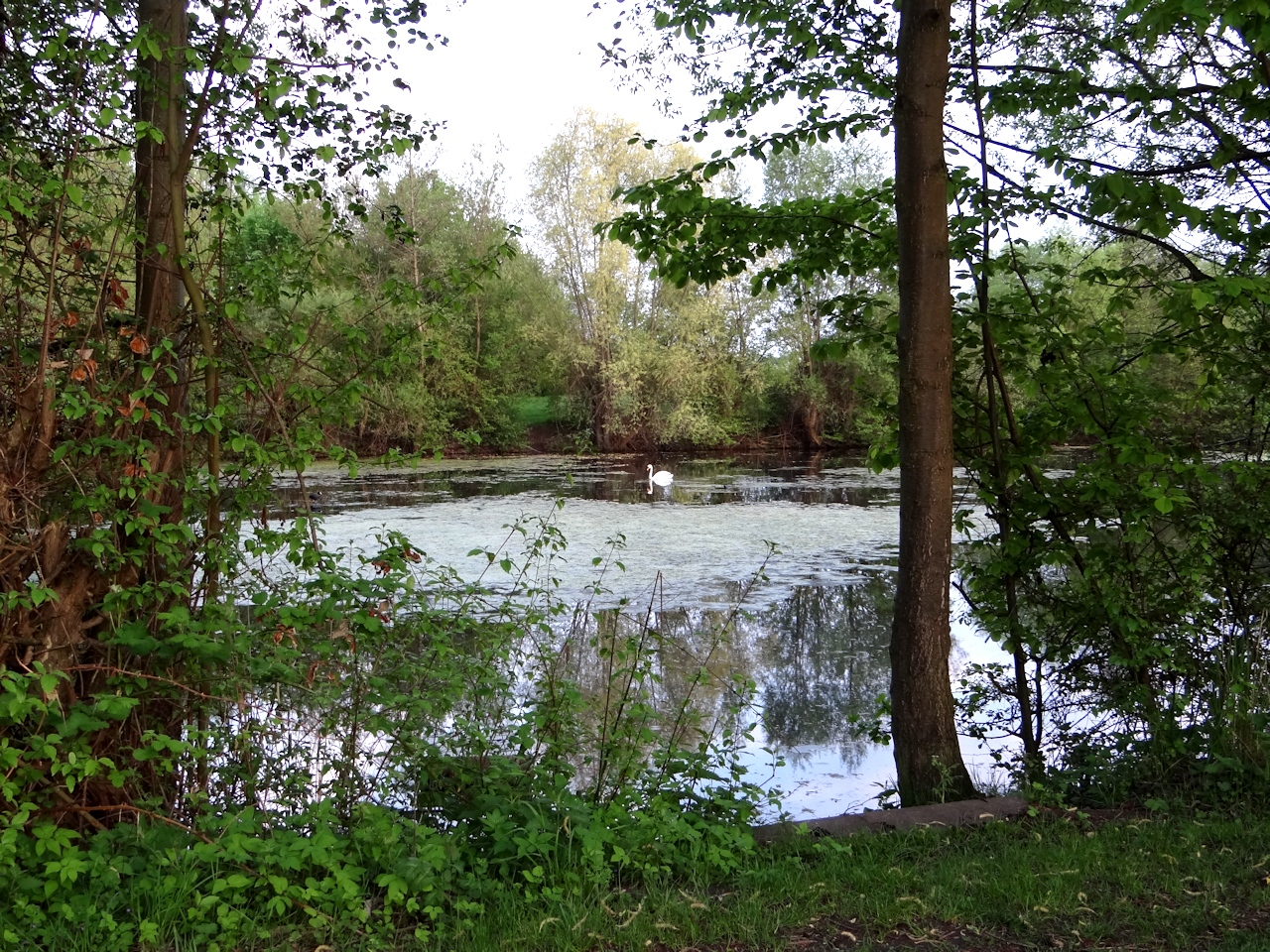
Unterer Raffteich, der südliche Teilbereich, vom Mitteldamm aus Richtung Süden, Mai 2013
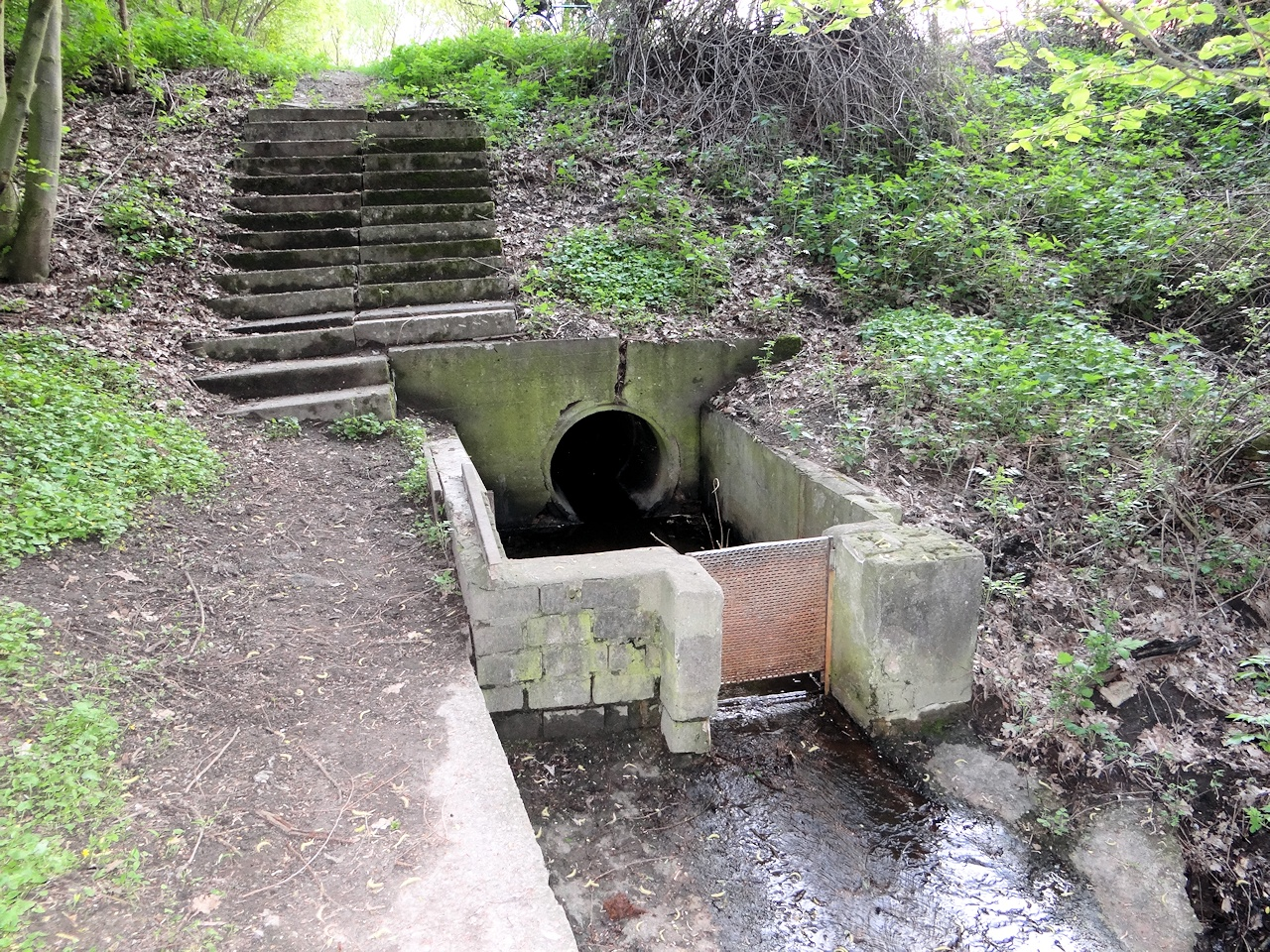
Abfluss aus dem nördlichen Fischteich in den Neuen Graben, 2013
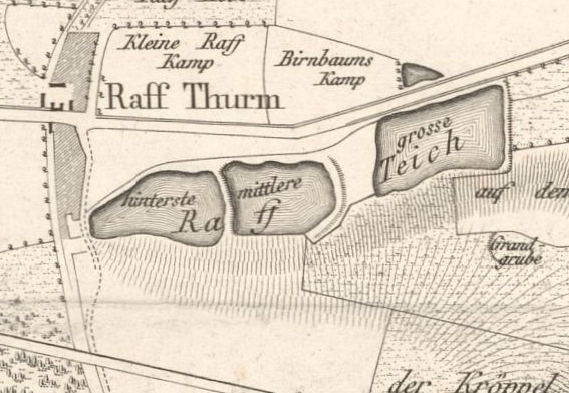
Lageplan der Raffteiche um 1835